# Акімова Марія Степанівна
Акі́мова Марія Степанівна (*21 березня 1915, присілок Глухово — †1971, місто Москва) — антрополог, кандидат історичних наук (1942). Досліджувала антропологію чуваської та башкортської нації.

## Біографія
Марія Акімова народилася у присілку Глухово Владимирської губернії. 1940 року закінчила Московський державний університет, і з 1944 року працювала у ньому.

## Наукова робота
Наукові дослідження присвячені проблемам расогенезу та етногенезу населення Поволжя, Південного Уралу та Зауралля. Організатор антропологічних експедицій по Башкортостану і Челябінській області (1963-1965, 1967), під час яких за дерматогліфічним, серологічним, соматологічним програмам обстежено 1250 осіб башкортської національності.
Акімова виділила 4 антропологічних типа башкирів, які мають чітку територіальну прив'язку: субуральський тип характерний для північних та північно-західних лісових районів, південносибірський — північно-східних та зауральських, світлий європеоїдний — західних та північно-західних, понтійський — для південно-західних та південно-східних районів Башкортостану. На основі зібраного палеоантропологічного матеріалу (проведені краніологічні дослідження та реставрація 284 черепів). Акімова зробила висновок щодо генетичної приналежності башкир до населення Південного Уралу 1-го тисячоліття.
Авторка понад 40 наукових робіт.

### Наукові праці
- Антропология древнего населения Приуралья. Москва, 1968 (рос.)
- Этногенез башкир по данным антропологии // Археология и этнографии Башкирии. Том 4. Уфа, 1972 (рос.)